# У тіні Місяця
«У тіні Місяця» (англ. In the Shadow of the Moon) — американський науково-фантастичний трилер 2019 року режисера Джима Мікла, знятий за сценарієм Грегорі Вайдмана та Джеффа Тока, з Бойдом Голбруком, Клеопатрою Коулмен і Майклом Голлом у головних ролях. Світова прем'єра фільму відбулась на «Fantastic Fest» 21 вересня 2019 року. 27 вересня 2019 року стрічка вийшла на платформі Netflix.

## Сюжет
1988 року у Філадельфії кілька людей одночасно вмирають від крововиливу. Поліцейський Томас Локгарт вважає, що це його шанс стати детективом, хоча його партнер, Меддокс, не в захваті від цього. Шурин Локгарта, детектив Голт, спочатку відхиляє спостереження Локгарта, але зрештою визнає, що смерті пов'язані, коли Локгарт знаходить схожі поранення на кожній жертві. Локгарт і Меддокс знаходять жертву нападу зі схожими ранами; перед раптовою смертю вона описує свого нападника як двадцятирічну афроамериканку у синій кофті з пораненою рукою. Після того, як Голт організовує великомасштабне полювання на неї, Локгарт і Меддокс переслідують підозрювану в метро, де вона ранить Меддокса. Коли Локгарт стикається з нею, підозрювана розкриває подробиці свого життя, зокрема і про те, що його дружина народить в цей день. Вона пророкує власну смерть перед самою боротьбою, яка закінчується смертельно для неї. Попри суперечливі деталі, поліція закриває справу. Тим часом дружина Локгарта помирає при пологах.
Через дев'ять років, на тлі протестів проти жорстокості поліції в річницю смерті підозрюваної, очевидний наслідувач здійсеює чергове вбивство. Локгарт, тепер детектив, не може знайти ніякого мотиву або зв'язку між жертвами. Він настійно закликає департамент тримати в таємниці поновлення розслідування, щоб мінімізувати расову напруженість. Заворушення спалахують, коли Голт публікує записи спостереження наслідувача й обіцяє провести повне розслідування. Локгарт проводить аналіз ключів, отриманих у 1988, але виготовлених у 1996 році. Фізик Навин Рао наполягає, що це доказ подорожі в часі, але Меддокс і Локгарт ігнорують його. Відстеживши наслідувача на аеродромі, Локгарт був шокований, побачивши ту ж підозрювану з 1988 року, яка жива і така ж молода. Вона ненавмисно вбиває Меддокса та бере Локгарта в заручники, знову розкриваючи деталі з його життя, які вона не могла знати. Після чого вона зникає.
У 2006 році Локгарт — приватний слідчий, який одержимий розв'язанням справи, у якій, як він тепер вважає, є місце подорожам у часі. Його дочка-підліток живе з Голтом, а з батьком бачиться час від часу. Локгарту вдається знайти жертву подій 1988 року, смерть якої не пов'язували з розслідуванням. Дружина загиблого розповіла, що він очолював націоналістську групу. Всі жертви пов'язані з політичним екстремізмом. Голт спростовує теорії Локгарта та наполягає, щоб він звернувся за допомогою до психіатра. Локгарт викрадає, а потім дізнається адресу подружки лідера білих націоналістів. Він знаходить її вдома вбитою. Підозрювана повернулася знову, убивши решту членів групи. Переслідуючи її, він ранить її в руку, перш ніж вона зникає в машині часу. Голт заарештовує Локгарта.
Рао, який зник протягом багатьох років, з'являється у 2015 році, щоб перешкодити Локгарту в черговій спробі вбивства молодої жінки. Рао, який тепер вважає вчинки жінки виправданими, каже, що можна запобігти серйозним трагедіям, убивши потрібних людей у минулому. Локгарт втікає від Рао і стикається з жінкою, яка називає себе Раєю, дочкою міжрасового шлюбу його дитини.
У 2024 році Локгарт переконав Раю взяти на себе місію після того, як терористична група спровокувала нову громадянську війну. Рая подорожує назад у часі, з'являючись кожні дев'ять років у зворотному хронологічному порядку. З її точки зору, події 1988 року ще не відбулися, і її рука ще не поранена. Долаючи почуття провини за смерть своєї онуки, Локгарт розповідає їй про події, які розгортаються в 1988 році. Переконаний, що її вчинки справедливі, він дозволяє їй здійснювати вбивства. Локгарт возз'єднується зі своєю сім'єю, і громадянська війна відвернена.

## У ролях
| Актор             | Роль            |
| ----------------- | --------------- |
| Бойд Голбрук      | Томас Локгарт   |
| Клеопатра Коулмен | Рая             |
| Бокім Вудбайн     | Вінстон Меддокс |
| Руді Дармалінгам  | Навін Рао       |
| Рейчел Келлер     | Джин            |
| Майкл Голл        | Голт            |
| Сара Даґдейл      | Емі             |

## Виробництво
Проєкт режисера Джима Мікла був оголошений у лютому 2018 року, в головній ролі був заявлений Бойд Голбрук. Виробництвом і розповсюдженням займатиметься Netflix. У червні 2018 року до складу фільму приєднався Майкл Голл. У липні 2018 року ролі у фільмі отримали Клеопатра Коулмен і Бокім Вудбайн.
Говорячи про проєкт, режисер Мікл заявив:
|  | Сценарій Грегорі [Вайдмана] та Джеффа [Тока] - це така прекрасна інноваційна ідея і красиве переплетіння всіх мої улюблених жанрів, Бойд [Голбрук] збирається з'їсти цю роль живцем і показати, чому він один з найкращих молодих акторів, що працюють сьогодні. Нам пощастило, що у нас є неймовірно талановита команда продюсерів і така домівка як Netflix, яка пішла на ризик. Будь-яка студія, яка робить «Окчу» отримала місце в моєму серці. |

Основне виробництво тривало з 2 липня 2018 року до 27 серпня 2018 року в Онтаріо, Канада.

## Випуск
Світова прем'єра стрічки відбулася 21 вересня 2019 року на «Fantastic Fest». З 27 вересня 2019 року фільм став доступним на Netflix.

## Сприйняття
На сайті Rotten Tomatoes рейтинг фільму становить 61 % на основі 46 оглядів, з середньою оцінкою 5,83/10. У критичному консенсусі сайту зазначено: «„У тіні Місяця“ не завжди вдається досягти балансу між різними елементами, але його боротьба може бути досить відвабливою, щоб забезпечити послідовність». На Metacritic фільм має рейтинг 48 зі 100 на основі 9 відгуків критиків, що вказує на «змішані чи середні відгуки».